# Marjaniwka (rejon kamieniecki)
Marjaniwka (ukr. Мар'янівка) – wieś na Ukrainie, w obwodzie chmielnickim, w rejonie kamienieckim, w hromadzie Hukiw. W 2001 liczyła 629 mieszkańców, wśród których 624 wskazało jako ojczysty język ukraiński, a 5 rosyjski.